# Superettan
Superettan (Deutsch: Die Supereins) ist die zweithöchste Spielklasse im schwedischen Fußball.

## Geschichte
Bevor 1924 die Allsvenskan als erste Liga eingeführt wurde, gab es in Ligaform ausgetragene regionale Meisterschaften, deren Sieger den schwedischen Meister ausspielten. Diese regionalen Ligen blieben als Unterbau zur Allsvenskan zunächst bestehen, die Meister spielten in Aufstiegsspielen die zwei Aufsteiger zur Eliteserie aus.
Bereits 1928 wurde mit der damals Division 2 bezeichneten zweiten Liga ein neuer Unterbau eingeführt. In der Anfangszeit umfasste die Liga 20 Mannschaften, die in zwei regional aufgeteilten Staffeln zu jeweils zehn Klubs, der Division 2 Södra bzw. der Division 2 Norra, gegeneinander antraten. 1932 kamen unter dem Namen Division 2 Östra bzw. Division 2 Västra zwei weitere Staffeln hinzu, so dass insgesamt 40 Mannschaften in der zweiten Liga spielten. Die vier Meister der Ligen mussten in Entscheidungsspielen die zwei Aufsteiger zur Allsvenskan ermitteln.
Zur Spielzeit 1946/47 wurde die Anzahl der Staffeln und damit auch der Vereine wieder reduziert. Wieder jeweils zehn Mannschaften spielten in Division 2 Nordöstra bzw. Division 2 Sydvästra um den Aufstieg in die Allsvenskan. Die Meister stiegen direkt auf, so dass die vormaligen Aufstiegsspiele entfielen.
1953 ergab sich die nächste Änderung im Ligasystem, da nun Gesamtschweden abgedeckt wurde. Die vormals ausgeschlossenen Vereine aus Nordschweden, die vor allem wegen der langen Reisewege aus ökonomischen Gründen nicht berücksichtigt worden waren, durften an den oberen schwedischen Ligen teilnehmen. Dadurch wurde die Division 2 wieder erweitert und 30 Mannschaften in drei Staffeln spielten um das Erreichen der Eliteserie. Dadurch ergaben sich zudem drei Aufsteiger. Die Aufteilung wurde jedoch bald kritisiert, da die Region Götaland, aus der immerhin mehr als die Hälfte der Vereine in Gesamtschweden kamen, nicht angemessen berücksichtigt wurde. So wurde nach zwei Spielzeiten wieder eine vierte Staffel ergänzt, wobei zwei Staffeln Vereine aus Götaland beherbergten. Dadurch wurden wieder Entscheidungsspiele nötig und die Anzahl der Aufsteiger erneut auf zwei Mannschaften reduziert.
In der Spielzeit 1957/58 wurde der Saisonverlauf von Herbst/Frühling auf einen Saisonverlauf innerhalb des Kalenderjahres umgestellt. Daher wurde die Spielzeit auf anderthalb Jahre verlängert, so dass die Mannschaften in drei Pflichtspielen gegeneinander anzutreten hatten. Ab 1960 traten die vier Meistermannschaften in einer Gruppe mit jeweils einer Begegnung gegeneinander an, die ersten beiden stiegen auf.
Anfang der 1970er Jahre wurde die Liga erneut grundlegend reformiert. Nach Ende der Spielzeit 1971 wurde die Anzahl der Staffeln auf drei reduziert, in denen jeweils zwölf Mannschaften um den Aufstieg spielten. Die Aufstiegsspiele entfielen erneut, die drei Meister kamen in die Allsvenskan. In der folgenden Spielzeit gab es nur noch zwei Staffeln mit jeweils 14 Mannschaften, allerdings auch wiederum nur noch zwei Aufsteiger.
1981 wurden die beiden ersten Ligen von jeweils 14 Mannschaften auf zwölf Vereine reduziert. Der schwedische Verband legte fest, dass es keine direkten Absteiger aus der Allsvenskan bzw. keine direkten Aufsteiger gebe. Die zwei Letztplatzierten traten in Relegationsspielen gegen die Meister an, wobei sich die Mannschaften aus der ersten Liga, IF Elfsborg und Kalmar FF, jeweils durchsetzten. Gleichzeitig stiegen in beiden Zweitligastaffeln die letzten vier Mannschaften direkt ab, die zwei davor platzierten Klubs traten ebenso in Relegationsspielen an. In den folgenden Jahren traten die zwei jeweils Bestplatzierten gegen die vier Schlechtstplatzierten der Allsvenskan in Relegationsspielen an. 1984 wurden die zweiten Ligen wieder auf 14 Mannschaften aufgestockt und der Aufstieg zwischen dem Meister und dem jeweils in der anderen Staffel Zweitplatzierten ausgespielt.
1987 wurde die Ligenstruktur in Schweden überarbeitet. Für die ersten Ligen bedeutete dies im Prinzip keinen strukturellen Unterschied, jedoch der Name änderte sich. Die erste Liga erhielt offiziell den Namen Allsvenskan. Die zweite Liga wurde in Division 1 umbenannt, die dritte Liga in Division 2 und so weiter. Wie bereits in den vorherigen Zeiten, in denen es nur zwei Staffeln gab, ergab sich der Aufstieg wieder durch das Erreichen des Zweitligameistertitels.
1991 wurde die zweite Liga erneut grundlegend reformiert. Erneut gab es vier Staffeln, in denen jedoch dieses Mal lediglich jeweils acht Klubs antraten. Nach Ende der Runde im Sommer traten die vier Meister zusammen mit den vier schlechstplatziertesten Mannschaften der Allsvenskan in der sogenannten Kvalsvenskan an, um aus diesen acht Mannschaften drei für die folgende Saison der Allsvenskan qualifizierte Klubs auszuspielen. Der Tabellenletzte stieg in die Division 2 ab. Die restlichen Mannschaften spielten jeweils wieder in vier Staffeln in der Herbstserie jeweils einen Meister und zwei weitere Absteiger aus. Diese vier Meister traten in Ausscheidungsspielen gegeneinander an, wobei der Sieger dieser Spiele gegen den Viertplatzierten der Kvalsvenskan um den letzten Platz in der Allsvenskan spielte. Nach zwei Spielzeiten wurde das System wieder aufgegeben und wieder zwei Staffeln mit jeweils 14 Mannschaften eingeführt. Die Meister stiegen direkt auf, während jeweils die Tabellenzweiten in Relegationsspielen gegen den Dritt- bzw. Viertletzten der Allsvenskan antraten.
Am Ende der Spielzeit 1999 wurden die beiden Staffeln Norrettan und Söderettan zusammengefasst, so dass ab der Spielzeit 2000 unter dem Namen Superettan eine einheitliche, 16 Mannschaften umfassende zweite Liga etabliert wurde. Dazu stiegen die jeweils sechs schlechtsplatzierten Mannschaften in die dritte Liga ab, die nun als Division 1 bezeichnet wurde. Fortan stiegen die beiden Erstplatzierten direkt auf, der Tabellendritte trat in Relegationsspielen gegen den Drittletzten der Allsvenskan an.
Bei der nächsten Reform des schwedischen Ligasystems im Jahr 2005, bei dem bspw. die dritte Liga in zwei Staffeln zusammengefasst wurde, war die Superettan ebenso wie die Allsvenskan nicht betroffen.

## Modus
Die Liga besteht aus 16 Profi- und Semiprofi-Teams. Zwei Mannschaften steigen in die Allsvenskan auf, eine dritte spielt Relegationsspiele gegen den Drittletzten der höchsten Spielklasse.
Die Mannschaften auf den Plätzen 15 und 16 steigen direkt in die Drittklassigkeit ab und werden durch die jeweiligen Sieger der Division 1 Norra und Division 1 Södra ersetzt. Die Mannschaften auf den Plätzen 13 und 14 spielen Relegationsspiele gegen die beiden Zweitplatzierten in den zwei Staffeln der Division 1. Die Saison der Superettan reicht wie bei allen nordischen Ligen von Frühjahr bis Herbst, weshalb Saisons nicht wie im deutschsprachigen Raum z. B. Saison 1996/97 betitelt werden, sondern schlicht Saison (schwedisch Säsong) 1997.

## Meister seit 2000
- 2000: Djurgårdens IF
- 2001: Kalmar FF
- 2002: Östers IF
- 2003: Kalmar FF
- 2004: BK Häcken
- 2005: AIK Solna
- 2006: Trelleborgs FF
- 2007: IFK Norrköping
- 2008: Örgryte IS
- 2009: Mjällby AIF
- 2010: Syrianska FC
- 2011: Åtvidabergs FF
- 2012: Östers IF
- 2013: Falkenbergs FF
- 2014: Hammarby IF
- 2015: Jönköpings Södra IF
- 2016: IK Sirius
- 2017: IF Brommapojkarna
- 2018: Helsingborgs IF
- 2019: Mjällby AIF
- 2020: Halmstads BK
- 2021: IFK Värnamo
- 2022: IF Brommapojkarna
- 2023: Västerås SK
- 2024: Degerfors IF

## Ewige Tabelle

### Ewige Tabelle der Superettan
Seit Einführung der Superettan im Jahr 2000 traten 48 Mannschaften in dieser Spielklasse an. Angeführt wird die ewige Tabelle von Assyriska FF.

### Ewige Tabelle der Zweiten Liga
Seit Einführung einer nationalen zweiten Liga (1928/29) in Schweden nahmen 245 Vereine daran teil.
Die folgende Tabelle ist nach der 3-Punkte-Regel berechnet. Die Herbst- und Frühlingssaisons 1991 und 1992 gehen in diese Tabelle als halbe Saisons ein. Sie listet die 25 erfolgreichsten Verein sowie die farblich hinterlegten Teilnehmer der Saison 2021 auf.
| Pl.  | Verein              | Jahre | Sp.  | S   | U   | N   | T+   | T-   | Diff. | Punkte | Ø-Pkt. |
| ---- | ------------------- | ----- | ---- | --- | --- | --- | ---- | ---- | ----- | ------ | ------ |
| 1.   | Landskrona BoIS     | 53    | 1299 | 587 | 285 | 427 | 2396 | 1831 | +565  | 2046   | 1,58   |
| 2.   | IK Brage            | 54,5  | 1271 | 577 | 244 | 450 | 2343 | 1999 | +344  | 1975   | 1,55   |
| 3.   | Åtvidabergs FF 1    | 52    | 1239 | 525 | 296 | 418 | 2202 | 1899 | +303  | 1871   | 1,51   |
| 4.   | IFK Eskilstuna      | 48    | 1078 | 504 | 235 | 339 | 2110 | 1576 | +534  | 1747   | 1,62   |
| 5.   | Kalmar FF           | 48    | 1089 | 489 | 206 | 394 | 1895 | 1686 | +209  | 1673   | 1,54   |
| 6.   | GIF Sundsvall       | 42    | 1027 | 473 | 237 | 317 | 1931 | 1425 | +506  | 1656   | 1,61   |
| 7.   | Gefle IF 1          | 48,5  | 1135 | 448 | 252 | 435 | 1879 | 1779 | +100  | 1596   | 1,41   |
| 8.   | Degerfors IF        | 42    | 1087 | 442 | 264 | 381 | 1815 | 1579 | +236  | 1590   | 1,46   |
| 9.   | IFK Malmö           | 48    | 1062 | 445 | 231 | 386 | 1906 | 1730 | +176  | 1566   | 1,47   |
| 10.  | Jönköpings Södra IF | 40    | 1019 | 450 | 212 | 357 | 1788 | 1510 | +278  | 1562   | 1,53   |
| 11.  | Hammarby IF         | 37,5  | 819  | 453 | 160 | 206 | 1829 | 1072 | +757  | 1519   | 1,85   |
| 12.  | GAIS Göteborg       | 36    | 924  | 409 | 233 | 282 | 1478 | 1142 | +336  | 1460   | 1,58   |
| 13.  | Västerås SK         | 39    | 999  | 393 | 222 | 384 | 1584 | 1575 | +9    | 1401   | 1,4    |
| 14.  | IS Halmia           | 44    | 963  | 388 | 222 | 353 | 1616 | 1448 | +168  | 1386   | 1,44   |
| 15.  | Halmstads BK        | 34,5  | 744  | 396 | 149 | 199 | 1592 | 1001 | +591  | 1337   | 1,8    |
| 16.  | Örgryte IS          | 33,5  | 805  | 378 | 185 | 242 | 1592 | 1153 | +439  | 1319   | 1,64   |
| 17.  | IF Brommapojkarna   | 35    | 940  | 370 | 209 | 361 | 1369 | 1350 | +19   | 1319   | 1,4    |
| 18.  | Sandvikens IF       | 35,5  | 790  | 380 | 174 | 236 | 1497 | 1028 | +469  | 1314   | 1,66   |
| 19.  | Örebro SK           | 31    | 693  | 360 | 158 | 175 | 1386 | 841  | +545  | 1238   | 1,79   |
| 20.  | Mjällby AIF         | 27,5  | 754  | 314 | 201 | 239 | 1207 | 1010 | +197  | 1143   | 1,52   |
| 21.  | BK Häcken           | 26,5  | 684  | 316 | 171 | 197 | 1212 | 894  | +318  | 1119   | 1,64   |
| 22.  | Östers IF           | 24    | 650  | 302 | 153 | 195 | 1161 | 876  | +285  | 1059   | 1,63   |
| 23.  | Djurgårdens IF      | 25    | 530  | 310 | 109 | 111 | 1190 | 623  | +567  | 1039   | 1,96   |
| 24.  | IK Sleipner         | 34    | 765  | 281 | 178 | 306 | 1272 | 1293 | −21   | 1021   | 1,33   |
| 25.  | Norrby IF           | 29    | 717  | 281 | 159 | 277 | 1198 | 1187 | +11   | 1002   | 1,4    |
| 26.  | Helsingborgs IF     | 23    | 574  | 270 | 158 | 146 | 984  | 662  | +322  | 968    | 1,69   |
| 32.  | Vasalunds IF        | 23    | 605  | 244 | 147 | 214 | 953  | 913  | +40   | 879    | 1,45   |
| 34.  | Trelleborgs FF      | 20,5  | 554  | 228 | 139 | 187 | 857  | 709  | +148  | 823    | 1,49   |
| 36.  | IFK Västerås        | 31    | 640  | 206 | 161 | 273 | 976  | 1138 | −162  | 779    | 1,22   |
| 37.  | Falkenbergs FF      | 20,5  | 586  | 215 | 131 | 240 | 859  | 912  | −53   | 776    | 1,32   |
| 53.  | AFC Eskilstuna      | 14    | 420  | 152 | 114 | 154 | 585  | 582  | +3    | 570    | 1,36   |
| 187. | Akropolis IF        | 1     | 30   | 10  | 15  | 5   | 44   | 39   | +5    | 45     | 1,5    |

Stand: nach der Saison 2020 Quelle: svenskfotboll.se
٭ Bei dem Verein Åtvidabergs FF sind die Ergebnisse des Åtvidabergs IF (1932/33–34/35),
 0bei Gefle IF die von Gefle IF/Brynäs (1980–81),
 0bei Ljungskile SK die von Panos Ljungskile SK (1998–2000),
 0bei AFC United jene von FC Café Opera Djursholm (2000–03) und FC Café Opera United (2004)
 0und bei Ängelholms FF die des Ängelholms IF (1934/35–39/40), eingerechnet.